# Penzing (Viena)
Penzing es una antigua población que ocupa hoy el distrito 14 de Viena. Se compone de barriadas como Penzing, Breitensee, Baumgarten, Hütteldorf y Hadersdorf-Weidlingau. Limita al oeste y al noroeste con los municipios de Baja Austria Purkersdorf, Mauerbach y Klosterneuburg y con los municipio de la ciudad de Viena (desde el noreste en sentido horario) Hernals, Ottakring, Rudolfsheim-Fünfhaus y Hietzing.

## Geografía

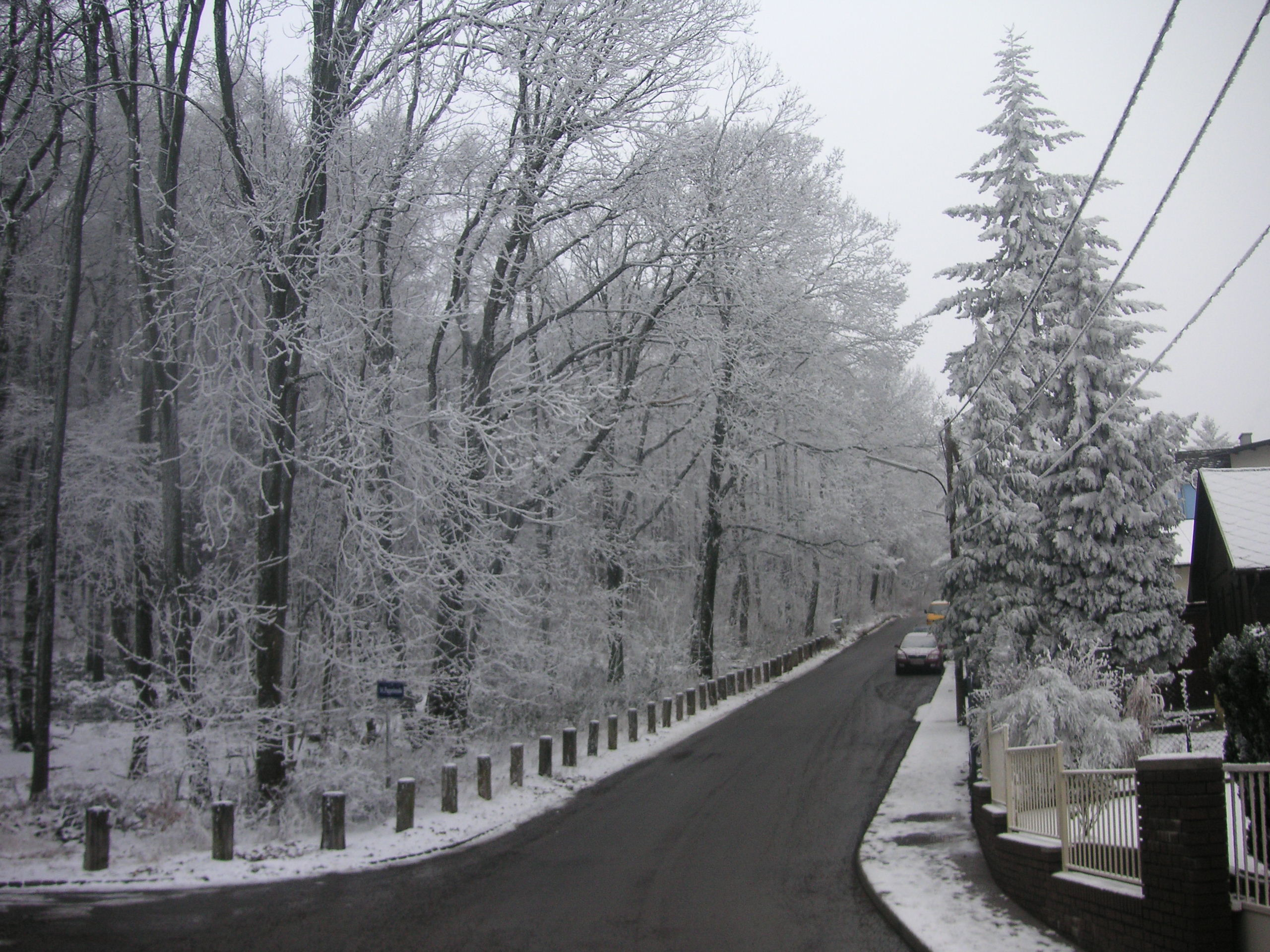
En la frontera de los bosques de Viena. Pappelstraße en invierno

Penzing se encuentra en la parte occidental de Viena y está provisto con una superficie de 33.96 kilómetros cuadrados en el cuarto mayor distrito de la ciudad. por lo tanto penzing ocupa el 8,2% de la zona de Viena. El distrito limita al sur con el distrito 13 Hietzing por el río de Viena, en el noroeste, donde el condado tiene grandes acciones en los bosques de Viena, llega a la provincia de Baja Austria. De norte a este, la línea del condado discurre a lo largo de Hernals (distrito 17), Ottakring (distrito 16 ) y Rudolfsheim-Fünfhaus (distrito 15).
Penzing es el segundo distrito con mayor espacio verde de Viena. Los bosques cubren un 47,4% de la superficie del distrito. El punto más alto de la zona está en el rango de protección de Engelberg (508 metros), el punto más profundo se encuentra en la intersección de Winckelmannstraße con la margen izquierda de Viena (aproximadamente 189 metros).

### Geología
Penzing se encuentra en la zona de transición de los Alpes a la Cuenca de Viena. La geología de Penzing se divide en dos zonas principales. Al oeste de la zona boscosa y montañosa de la Flyschzone Alpine es (piedra arenisca Wienerwald). Esto se extiende a la línea de puente Baumgarten y la intersección Flötzersteig / Waidäckergasse en las afueras y ocupa la mayor parte del área del distrito. Una característica de esta zona se aplanan colina sin pendientes más pronunciadas. Solo los arroyos se han cortado en su curso superior valles relativamente profundos. El Flyschzone se divide en dos zonas, Flyschnord y südzone. En el medio, los 2,5 a 3 km de ancho es Schottenhofzone, que consiste en una pluralidad de tipos de roca. Al este de Flyschzone está la cuenca de Viena. El terreno es menos acentuado, y solo en Wiental cae abruptamente.

### Montañas

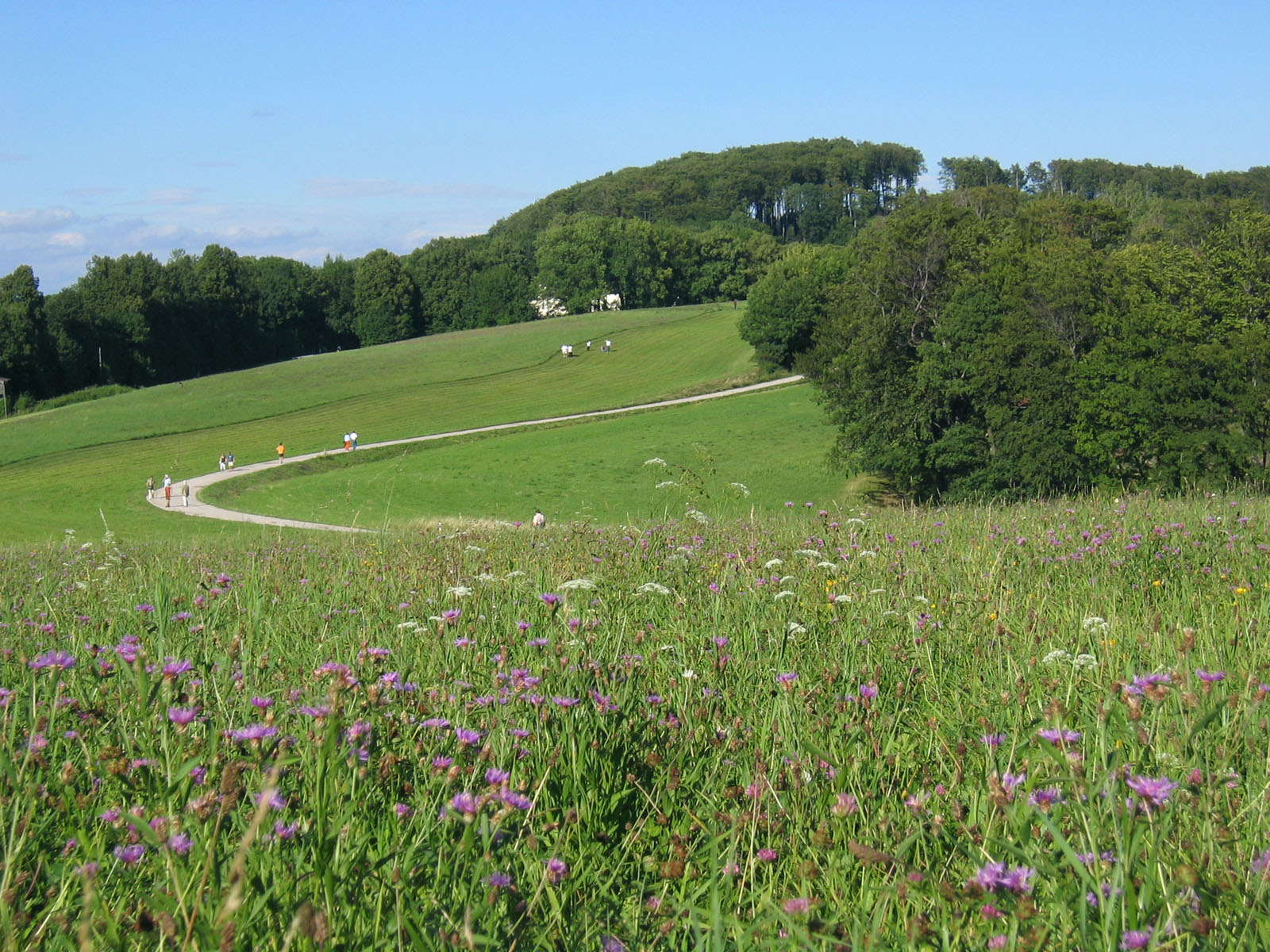
Imagen del monte Sofienalpe

Las montañas más altas se encuentran en el noroeste del distrito. La montaña más alta es el macizo de Engelberg, con 508 metros de altitud, en la frontera con Baja Austria. Algo más baja es la de Rosskopf, en el sureste cercano (507 metros), en el Sofienalpe. También en el noroeste de la zona de Hochbruck Berg (497 metros), el Steinerne  Lahn (448 metros), el alto muro norte de Greutbergs (449 metros) con el telesilla famoso y en verano un tobogán, y el Kolbeterberg (426 metros), Hühnersteig (415 metros) y Lebereck (395 metros). Al sur de Viena, en Weidlingau, Mühlberg (311 metros). Wolfersberg ya está en la zona urbanizada de Hadersdorf (322 metros), al este, Satzberg (435 metros) y Hüttelberg (345 metros).

### Aguas
Penzing cuenta en su territorio con numerosos arroyos y ríos entre sus verdes bosques. Con la excepción del tramo superior de Oberlaufs (Dornbach) en la frontera norte del distrito todos los arroyos desembocan en el Wienflussdel que forma el límite sur del distrito. La Viena tuvo la mayor importancia para el distrito ha sido siempre, incluso antes de que hicieran en la regulación (a través de la retentionsbecken Auhof) inunda con regularidad. El afluente más importante en el área del distrito es la corriente que fluye de Baja Austria a Penzing Mauerbach. Esto se lleva a numerosos arroyos del bosque de Viena, incluyendo Steinbach, Hann Baumbach, Hainbach, Kasgraben y el recuento de Kolbeterberggraben. Al oeste del muro de Bach de Wurzbach desemboca en el Viena, al este del titular de Bach con su alimentador Wolfsgraben. También en el territorio de la región es la Rosenbach, que es, sin embargo, lleva a cabo justo antes de la Linzer Straße en un canal de flujo. la Ameisbach, que se eleva a Steinhof y llevó originalmente a la de Viena a través de la Ameisbachzeile y Ameisgasse fue totalmente canalizada.

### Distritos y comunidades vecinas
El límite sur del distrito de Penzing Hietzing opuesta se extiende a lo largo de la orilla derecha del río Wien sustancialmente. Sólo una pequeña área de la zona distrito en el suroeste (Weidlingau y Auhof) y una franja de territorio alrededor del puente Nikolai ubicado al sur de Viena. En el sureste Penzing limita con el distrito de Rudolfsheim-Fünfhaus. La línea District corre a lo largo de la línea de ruta Schlossallee - Mariahilferstrasse - Winckelmannstraße - Linzer Straße - John Street - Fenzlgasse - Beckmanngasse - Hütteldorferstraße y Schanzstraße. En las fronteras del norte en Penzing Ottakring. La frontera se extiende al oeste de la carretera de cantera a Flötzersteig, refleja Grundstraße, Sanatorio Road, penny lane irritable, Hansl-Schmid-Gasse y Johann-Staud-Straße. A partir de entonces, el límite entre Gallitzinberg y establecer puertos de montaña a través del bosque hasta el Wiener Amundsenstraße. Este forma junto con la parte alta de Als (Dornbach) la frontera para Hernals. En el noroeste y oeste Penzing fronteras en los bosques de Viena a los municipios de Baja Austria como Klosterneuburg, Mauerbach, Gablitz y Purkersdorf (de noreste a suroeste).

### Subdivisiones del distrito
Penzing se formó a partir de los cinco municipios anteriores: Penzing, Breitensee, Baumgarten, Hütteldorf y Hadersdorf-Weidlingau. El área del distrito se divide hoy en día principalmente en los siete catastrales Penzing, Hütteldorf, Hadersdorf, Weidlingau, Oberbaumgarten, Unterbaumgarten y Breitensee. Incluso las piezas más pequeñas de Auhof y la piratería están en el territorio de la región.
Otra ruptura de la zona distrito está en las secciones censales de las estadísticas oficiales, donde se resumen Zählsprengel del municipio. Los doce secciones censales en Penzing son Breitensee, en el molino de viento, Penzing, sub-Baumgarten, Am Ameisbach, Ober-Baumgarten, Hugo Breitner-Hof, Baumgartner cementerio Flötzersteig, Am Steinhof, Hütteldorf, Wolfersberg y Hadersdorf-Weidlingau. A pesar del nombre similitud parcial de los límites de secciones censales no coinciden con los del catastro.

### Uso del suelo
El coeficiente de saturación urbana de Penzing es del 26.50% del área del distrito (lejos de Viena, con el 33,3%), y es el cuarto valor más bajo de un distrito de Viena. El área de construcción en sí se distribuye a 74,6% en las zonas residenciales y el 14,9% en las zonas que se dedican al desarrollo cultural, religioso, deportivo o al sector público. Este valor relativamente alto se compara con un promedio de un distrito de Viena cantidad de espacio de operación. Los espacios verdes ocupan una proporción de 62,48% en Penzing. Este es el segundo valor más alto en Viena a la Hietzing distrito vecino del sur. 75,8% de espacios verdes explica por el bosque. 9,7% del área verde son prados, 6,2% y 5,2% adjudicaciones parques. Áreas de tierras agrícolas y recreativos ocupan sólo una pequeña proporción zona. Aguas hacen Penzing en el 1,6% de la superficie de, el porcentaje de áreas de tráfico en el área del distrito es el 9,4% del tercer valor más bajo en Viena.
| Construcción              | Construcción   | Construcción           | Zonas verdes | Zonas verdes | Zonas verdes | Zonas verdes | Zonas verdes | Zonas verdes | Lagunas | Tránsito |
| 895,21                    | 895,21         | 895,21                 | 2.112,70     | 2.112,70     | 2.112,70     | 2.112,70     | 2.112,70     | 2.112,70     | 54,35   | 319,27   |
| ------------------------- | -------------- | ---------------------- | ------------ | ------------ | ------------ | ------------ | ------------ | ------------ | ------- | -------- |
| Construcción de viviendas | Betriebsgebiet | Instituciones públicas | Agricultura  | Parques      | Bosques      | Prados       | Jardinería   | Tiempo Libre |         |          |
| 668,09                    | 79,2           | 133,36                 | 36,68        | 110,17       | 1.602,15     | 130,09       | 205,09       | 28,52        | 54,35   | 319,27   |

## Historia

Penzing y sus alrededores hacia 1872 (Aufnahmeblatt)

El área del distrito de hoy fue, excepto Hadersdorf-Weidlingau, constituida de conformidad con una ley en 1890 adoptó el 1 de enero de 1892 en la ciudad de Viena y se hacen con el distrito 13 de hoy (sin Lainzer Tiergarten) distrito 13 de Viena llamado Hietzing. Este se divide en la era nazi por la ley orgánica del 15 de octubre de 1938: En esencia, el norte del río Wien zona preferida del antiguo Distrito 13 se reconstituyó como el distrito 14; Hadersdorf-Weidlingau (cerca de Viena se mantuvo) y Purkersdorf (1954 Baja Austria volver dividido) y se incorporaron partes del nuevo distrito 14. [6] Desde 1954, los límites del distrito son en gran parte sin cambios. Desde 1954, los límites del distrito son, en gran medida, idénticos.
En la década de 1990 hubo tres cambios menores en los límites del distrito: en 1992, el Auer-Welsbach-Park fue transferido del distrito 14 al distrito 15. En 1995, Josef Weinheber Square, Quarry Road, la estación de Kendlerstraße, Sporckplatz e Ibsen Straße. cambios de fronteras a Rudolfsheim-Fünfhaus y Ottakring y en la Johann-Staud-Gasse de Ottakring Fueron afectados por estos cambios de límites especialmente los parques y las instalaciones deportivas y de transporte, además de una serie de terrenos privados con casas unifamiliares y el parque de bomberos de Steinhof, que cayó en Ottakring.

## Población
El distrito de Penzing tenía en 1869 solo 12.397 habitantes. Debido a la continua afluencia de personas a Viena y las comunidades de los alrededores, la población se duplicó a la anexión del territorio en 1892. El crecimiento continuo de la población en la secuencia y alcanzó en 1934 con 98.123 habitantes, su punto más alto. Después de eso, la población disminuyó y se estabilizó en la década de 1970 en alrededor de 80.000 residentes. Después de un descenso en 2001 (78.169 personas) iniciado la población del distrito en Viena amplia tendencia a crecer de nuevo. A principios de 2015, la población llegó hasta 89.184 personas.

### Origen y lengua

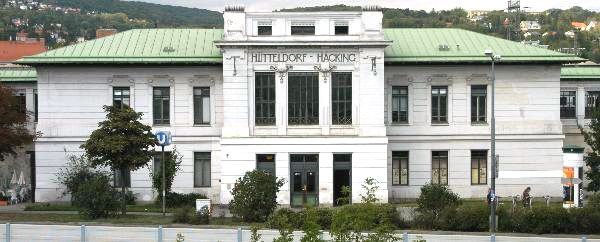
La estación de tren Hütteldorf, diseñada por Otto Wagner en 1898.

La proporción de residentes extranjeros en el distrito5 fue de 15,2% en 2015 (Viena: 18,7%), y tiene una tendencia al alza en comparación con 2001 (12,8%) como en todo el estado. El mayor porcentaje de extranjeros en 2005 en torno al 4,3% de participación de la población del distrito de nacionales de Serbia y Montenegro. Un 1,8% adicional eran  turcos, los ciudadanos croatas 1,1% de Bosnia, polacos y alemanas y 1,0%. En 2001, un total del 19,5% de la población no había nacido en Austria. 
Como lenguas vernáculas, el 5,8% utiliza el serbio, el 3,2% el turco y el 2,3 % el croata.

### Religión
El porcentaje de residentes con una confesión católica en 2001 fue de un 52,1% superior a la media de Viena de 49,2%. Hay nueve distritos romana parroquias que conforman el 14 Stadtdekanat El porcentaje de creyentes evangélicos se situó en el 5,2%, ligeramente por encima de la media. La proporción de personas con fe islámica fue más fuerte con el 5,6% de los que tienen la confesión ortodoxa con un 5,6%, ligeramente por debajo de la media. El 25,8% de la población del distrito en 2001 a tener ninguna afiliación religiosa. Otro 5,9% había indicado ninguna religión u otra confesión.

## Política
El Partido Socialdemócrata (SPÖ) es el partido más votado desde el final de la Segunda Guerra Mundial y obtiene, por lo tanto, sin interrupción desde entonces la alcaldía (Bezirksvorsteher) del distrito de Penzing. El ÖVP ha sido durante mucho tiempo el segundo partido más votado del distrito, pero fue superado en 1991 por una fuerza en ascensión, el FPÖ, el llamado Partido de la Libertad, que de ese modo adquirió el derecho a uno de los dos puestos de alcalde adjunto. En 1996, el FPÖ fue capaz de aumentar sus ganancias y ha añadido el Partido Socialdemócrata, que recibió un duro golpe de más del 10%. El Partido Popular continuó perdiendo votos, mientras que el LiF marcó en su primera aparición, con más del 8% y se aproximó a los Verdes.
Sin embargo, en las elecciones de 2001, la tendencia se invirtió de nuevo. El LiF perdió más de la mitad de sus votos y el FPÖ, aunque con menos votos desde 1991, pero todavía era capaz de mantenerse delante del ÖVP. Los socialdemócratas, a su vez, podría hacer que gran parte de sus pérdidas, los Verdes se benefició de las pérdidas de LIF. Esta tendencia se mantuvo en el 2005 en partidos como el SPÖ, ÖVP, aunque los Verdes aumentaron, mientras que el FPÖ y LIF continuaron perdiendo. En 2010, la tendencia se invirtió de nuevo y el Partido de la Libertad recuperó votos. Apareció una nueva fuerza, el BZÖ, recién fundado.
| Año  | SPÖ   | ÖVP   | El FPÖ | Verde | LiF  | BZÖ | Otros |
| ---- | ----- | ----- | ------ | ----- | ---- | --- | ----- |
| 1991 | 45,7  | 20,6  | 21,1   | 9,5   | n. k | -   | 3,1   |
| 1996 | 35,5  | 17,6  | 26,6   | 9,1   | 8,1  | -   | 3,1   |
| 2001 | 42,9  | 19,1  | 19,8   | 14,4  | 3,2  | -   | 0,6   |
| 2005 | 44,5  | 22,1  | 13,8   | 16,6  | 0,6  | 1,0 | 1,3   |
| 2010 | 40,0  | 18,9  | 22,2   | 15,6  | 0,9  | 1,2 | 1,5   |
| 2015 | 35,23 | 13,62 | 27,24  | 15,16 | 6,19 | -   | 2,56  |

## Escudo de armas
Las cinco partes del escudo de armas surgieron de los cinco sellos de los antiguos municipios que conforman el distrito. La parte superior izquierda muestra el san Lorenzo, el santo Patrón de la parroquia de Breitensee. Además de simbolizar una muralla con puerta de la parte del distrito Hütteldorf. La presentación viene de la junta local de la antigua iglesia. El escudo del corazón en el centro muestra el sello antiguo local del antiguo municipio de Penzing. Se muestra un orbe de los brazos de la Viena Bürgerspital que era el Señor de Penzing durante siglos. Las letras corresponden a la localidad DP Penzing. La parte inferior izquierda de armas representa la parte del distrito Hadersdorf-Weidlingau y muestra a María con el niño. María era la patrona de la parroquia Mariabrunn y fue tomada en el establecimiento del municipio Hadersdorf en la junta local. La última parte de armas representa la antigua comunidad rural Baumgarten y muestra el sello con una conífera detrás de un Flechtwerkzaun.

## Cultura y lugares de interés

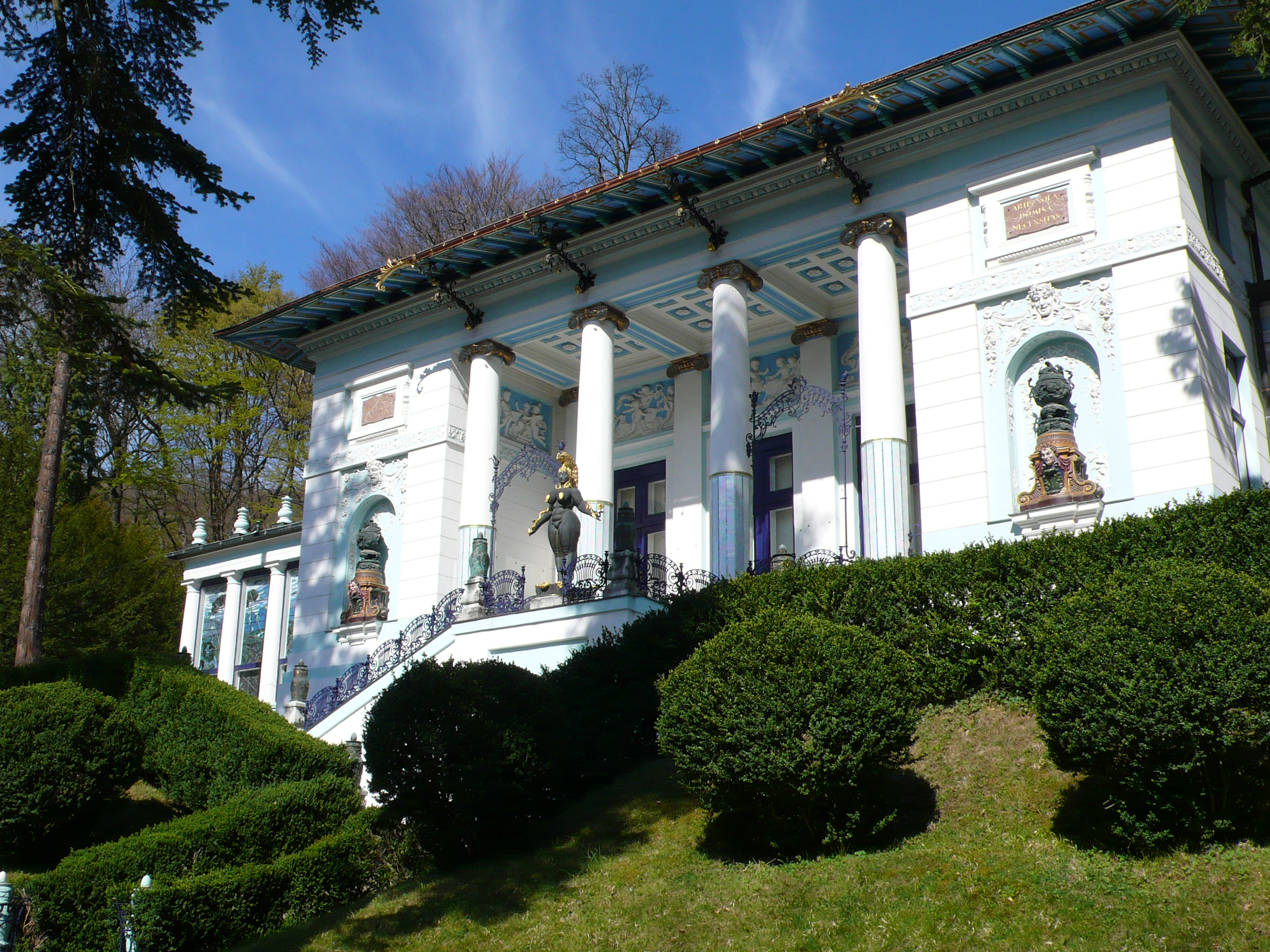
Villa Wagner I, 1886-1888

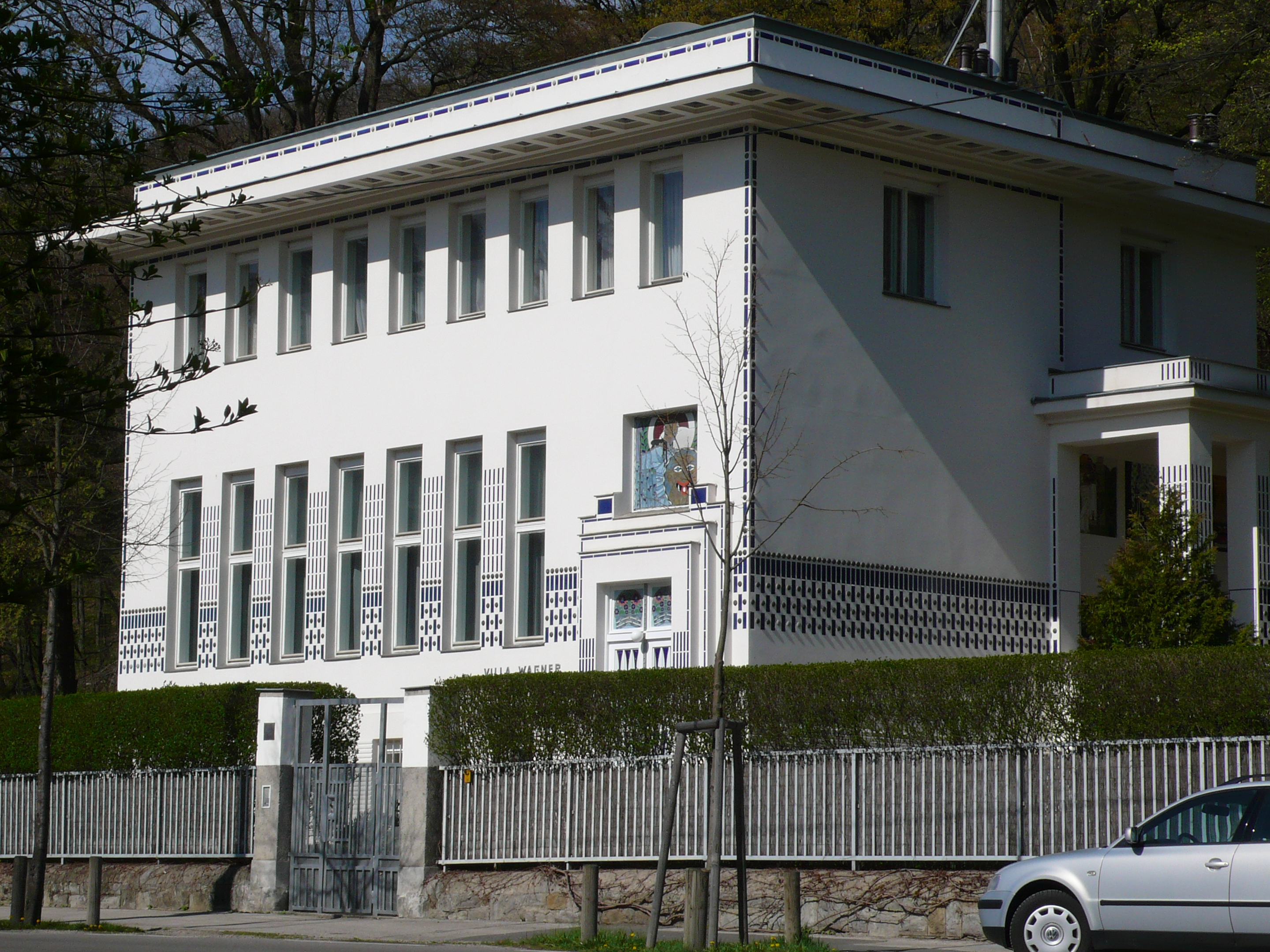
Villa Wagner II, 1912/13

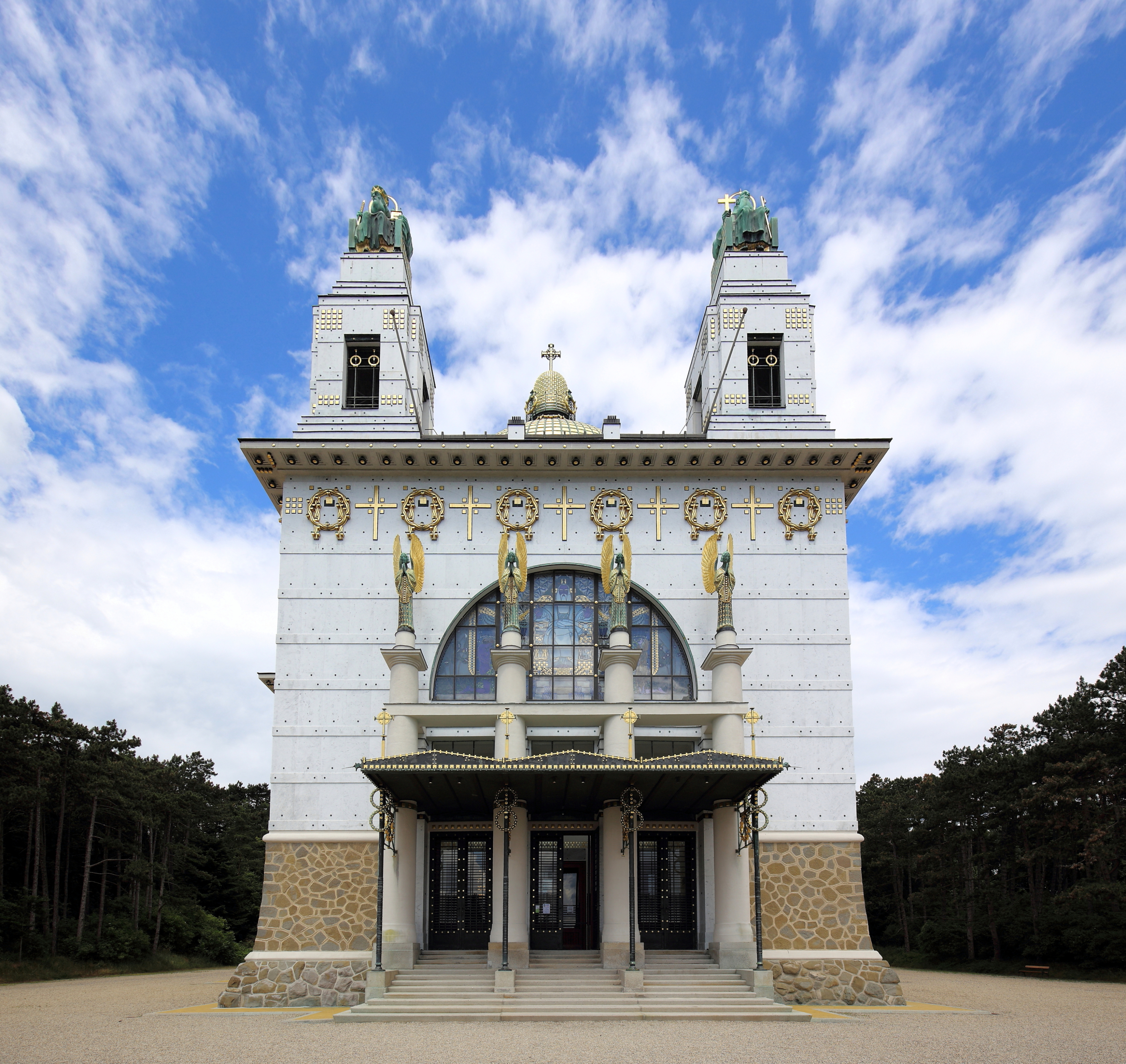
Kirche am Steinhof, 1904-07 de Otto Wagner construido

- Fuchs-Villa (Otto Wagner Villa I),  en Hüttelbergstraße 26: hoy casa y taller del pintor Ernst Fuchs.
- Villa Wagner II, en Hüttelbergstraße 28, construida en 1912-1913.
- Kirche am Steinhof: uno de los principales edificios modernistas de la ciudad, de acuerdo con los planes de Otto Wagner, construido en la cresta de la Baumgartnerhöhe y renovada en 2006.
- Sozialmedizinisches Centre, de Otto Wagner, hospital construido entre 1904-1907.
- Villa Vojcsik: un edificio modernista de Otto Schönthal.
- Castillo Laudon: edificio barroco con foso de agua, en Hadersdorf.
- Palacio de Cumberland, un castillo de 1866 donde vivió exiliado el último Rey de Hannover.
- Fuhrmannhaus: el edificio más antiguo que se conserva en el oeste de Viena, tiene una sala de frescos
- Dehnepark: parque natural de 50.000 m², anteriormente propiedad del actor y director Willi Forst, parte de la bosques de Viena.
- Oberbaumgartner kirche: construida por Johann Georg Gsteu, entre 1963-1965.
- Estación de bombeo Breitensee, en Hütteldorferstraße 142, primera estación de bombeo de agua (1896).
- Vivienda en Rosentalgasse 19, de Ernst Plischke, construida en 1931.

Museos:
- Technisches Museum Wien (Museo de la Técnica de Viena). El museo exhibe técnicas y modelos de la historia de la tecnología, con especial referencia a la participación de Austria en el desarrollo técnico.
- Ernst-Fuchs-Museum (Museo Ernst Fuchs). Instalado en la antigua Otto Wagner Villa I (véase más arriba), alberga la mayor colección del mundo de obras de Ernst Fuchs.
- Memorial Steinhof. Museo en memoria de los crímenes de eutanasia de los nazis en Viena.
- Bezirksmuseum Penzing. Museo regional de Penzing, en un antiguo edificio de oficinas, en la esquina de la calle Nisselgasse. Museo de costumbres y artes populares (Ziegelmuseum).

### Instituciones Públicas
- Seminario Max Reinhardt de la Universidad de Música y Artes escénicas
- Graphische Bundes-Lehr- und Versuchsanstalt. Gráfica Federales de Enseñanza y de Laboratorio.
- Hanusch-Krankenhaus der Wiener Gebietskrankenkasse. Hospital Regional de Viena.
- Sozialmedizinisches Zentrum Baumgartner Höhe.
- Erholungsgebiet Steinhof. Zona de ocio Steinhof.
- Hallenbad Hütteldorf. Piscina cubierta Hütteldorf.
- Sommerbad Hadersdorf-Weidlingau.[11]
- Veranstaltungszentrum Sargfabrik. Centro Sargfabrik.
- Europahaus.
- Breitenseer Kaserne. Cuartel Breitenseer, que consta de Biedermann-Huth-Raschke y Vega-Payer-Weyprecht-Kaserne (Bundesheer).
- General-Körner-Kaserne. Cuartel General Körner (Kommandogebäude).

## Deporte
- Allianz Stadion: estadio del SK Rapid Viena
- Skilift Hohe-Wand-Wiese (telesquí)
- SK Slovan Viena
- Wiener Schisprungschanzen (1920)

## Personalidades
- Ernesto Augusto de Hanóver (1887-1953), duque de Brunswick.
- Franz Conrad von Hötzendorf (1852-1925), jefe del Estado Mayor durante la Primera Guerra Mundial.
- Gustav Klimt (1862-1918), pintor austríaco.
- Otto Wagner (1841-1918), arquitecto austriaco de la Belle Epoque.
- En serio Plischke (1903-1992), arquitecto austriaco
- Leon Askin (1907-2005), actor, director y guionista.
- Lotte Lenya (1898-1981), actriz y cantante.
- Ernst Fuchs (1930-2015), pintor, compositor, arquitecto y diseñador gráfico.
- Alfred Adler (1870-1937), médico y psicoterapeuta fundador de la psicología individual.

## Literatura
- Felix Czeike: Viena Bezirkskulturführer: XIV Penzing. La juventud y el Pueblo, Viena, 1979, ISBN 3-7141-6222-4
- Christine Klusacek, Kurt Afinador: Penzing: el Wienfluß a los bosques de Viena. Mohl, Viena, 1993, ISBN 3-900272-49-2
- Susanne Kompast: búsqueda de Huellas del Arte en la Construcción de la Región 14. El Distrito De Viena. Verl. Ed. Uhudla, Viena, 2001, ISBN 3-901561-21-8
- Hertha Wohlrab: Penzing: Historia de las 14. Viena Gemeindebezirkes y de sus antiguos Lugares. La juventud y el Pueblo, Viena, 1985, ISBN 3-224-16209-0